# Laure Mandeville
Pour les articles homonymes, voir Mandeville.
Laure Mandeville, née en 1962, est une journaliste et écrivaine française.

## Biographie

### Formation
Laure Mandeville obtient son baccalauréat en 1980 au lycée Saint-Sernin de Toulouse. Elle est licenciée en russe et en polonais de l'université Toulouse-Jean-Jaurès[réf. souhaitée] (1981-1983), diplômée de l'Institut d'études politiques de Paris (1983-1986) et de l'université Harvard (1986-1987).

### Carrière
Grand reporter au Figaro, elle a couvert, de 1989 à 2008, l'actualité en Russie, dans le Caucase et en Europe de l'Est. Elle fut la correspondante du Figaro à Moscou, de 1997 à 2000. De 2009 à 2016, elle est, à Washington, la chef du bureau « Amérique » pour lequel elle a suivi les élections présidentielles. Elle est, depuis 2017, chargée des grandes enquêtes sur l'Europe et les États-Unis au Figaro.
Elle a été présidente de l'Association des journalistes France-Russie huit années durant. 
Elle collabore avec la revue Politique internationale. Elle est chercheuse associée, pour les questions liées à l'Europe, du laboratoire d'idées américain consacré aux relations internationales Atlantic Council.
Elle publie en septembre 2016 Qui est vraiment Donald Trump.

## Publications
- L’Armée russe, la puissance en haillons, 1994, No 1  (ISBN 978-2-8639-1597-4)
- La Reconquête russe, Paris, Grasset, 2008  (ISBN 978-2-246-72801-6) Prix Louis-Pauwels 2009
- Qui est vraiment Donald Trump ?, Paris, éditions des Équateurs, 2016  (ISBN 978-2-8499-0476-3)
- Les Révoltés d'Occident, Paris, éditions de l'Observatoire, 2022  (ISBN 979-10-3292492-1)
- Quand l'Ukraine se lève, avec Constantin Sigov, Paris, Talent éditions, 2022